# Tweede Kamerverkiezingen 1982/Kandidatenlijst/PSP
Dit is de kandidatenlijst voor de Tweede Kamerverkiezingen 1982 van de PSP. De partij had een lijstverbinding met de CPN.

## Landelijke kandidaten
- vet: verkozen
- schuin: voorkeurdrempel overschreden

1. Fred van der Spek - 121.196 stemmen
2. Andrée van Es - 28.445
3. Wilbert Willems - 2.046
4. Riekje de Haan - 12.964
5. Karin Spaink - 3.483
6. Titia Bos - 2.233
7. Bram van der Lek - 2.646
8. Gied ten Berge - 209
9. Pieternel Rol - 450
10. Nico Garritsen - 460
11. Leo Platvoet - 477
12. Else de Wit - 341

## Regionale kandidaten
De plaatsen vanaf 13 op de lijst waren per kieskring verschillend ingevuld.

### 's-Hertogenbosch
1. Luc Donk - 34[1]
2. Marijke de Jong - 56[2]
3. Kees van Laren - 5[2]
4. Greetje Witte-Rang - 8[3]
5. Harry van Heijster - 110
6. Jan Muytjens - 15[4]
7. Henk Zandvliet - 3[5]
8. Bouwe Kalma - 21[3]
9. Lenneke Overmaat - 8[3]
10. Jopie van der Werf - 4[6]
11. Martin van Rossum - 2[2]
12. Pierre Puts - 0[7]
13. Huup Dassen - 1[5]
14. Paulus de Wilt - 0[8]
15. Ria van Haften - 10[4]
16. Léon Huijbregts - 10
17. Frans Janssen - 4[7]
18. Lia van Laarhoven-Keyzer - 45[9]

### Tilburg
1. Christa Thoolen - 267
2. Luc Donk - 73[1]
3. Marijke de Jong - 31[2]
4. Lia van Laarhoven-Keyzer - 14[9]
5. Kees van Laren - 3[2]
6. Bouwe Kalma - 22[3]
7. Jan Muijtjens - 3[4]
8. Paulus de Wilt - 3[8]
9. Huup Dassen - 0[5]
10. Henk Zandvliet - 1[5]
11. Pierre Puts - 2[7]
12. Jopie van der Werf - 1[6]
13. Lenneke Overmaat - 7[3]
14. G.P. Rozendaal-Schouten - 2
15. Martin van Rossum - 2[2]
16. Greetje Witte-Rang - 9[3]
17. Rob Deckwitz - 1[9]
18. Frans Janssen - 20[7]

### Arnhem
1. Lenneke Overmaat - 15[3]
2. Joop Vogt - 31
3. Herma Wichman - 90
4. Aris Kon - 51
5. C.W.N. Jansen - 11
6. Lex Burdorf - 17
7. Hans Witt - 19
8. Hein Blankers - 16
9. Angela Tummers - 52
10. G. ter Beek - 8
11. Peter van Vught - 35
12. Gerrit van den Berg - 11
13. Laurent de Vries - 25
14. Evert van Schoonhoven - 10
15. Marijke de Jong - 19[2]
16. Jopie van der Werf - 8[6]
17. Bouwe Kalma - 21[3]
18. Greetje Witte-Rang - 29[3]

### Nijmegen
1. Chris Peeters - 245
2. Luuk Witsenhuijsen - 87
3. Moniek Wiedijk - 192
4. John Hontelez - 17
5. Ben Verleg - 21
6. Jack Theuws - 11
7. Angela van Aalst - 54
8. Greetje Witte-Rang - 4[3]
9. Constans Pos - 12
10. Gerrit Schippers - 34
11. Loes Otten - 21
12. Marijke de Jong - 15[2]
13. Kees van Laren - 4[2]
14. Bouwe Kalma - 19[3]
15. Jopie van der Werf - 6[6]
16. Lenneke Overmaat - 11[3]
17. Martin van Rossum - 4[2]
18. Luc Donk - 15[1]

### Rotterdam
1. Bouwe Kalma - 568[3]
2. Erik Meijer - 147
3. Nelis Oosterwijk - 97
4. Chris van der Born - 46
5. Evert de Vos - 59
6. Peter Otte - 51
7. Adri van der Born - 31
8. Ria van Haften - 23[4]
9. Lenneke Overmaat - 9[3]
10. Martin van Rossum - 3[2]
11. Pierre Puts - 2[7]
12. Luc Donk - 1[1]
13. Marijke de Jong - 9[2]
14. Kees van Laren - 2[2]
15. Jopie van der Werf - 2[6]
16. Frans Janssen - 3[7]
17. Greetje Witte-Rang - 23[3]

### 's-Gravenhage
1. Jopie van der Werf - 7[6]
2. Hans van Oel - 148
3. Willy Verstraaten-Dekker - 128
4. Koert Vrijhof - 44
5. Bouwe Kalma - 32[3]
6. Bram Kragtwijk - 19
7. Ger van Rooijen - 26
8. Kees van Laren - 4[2]
9. Lenneke Overmaat - 4[3]
10. Nora Anne Schrijver - 48
11. Pierre Puts - 2[7]
12. Eric Köhler - 15
13. Geertje van Silfhout - 43
14. Rico Monasso - 17
15. Dino Toet - 34
16. Martin van Rossum - 2[2]
17. Greetje Witte-Rang - 14[3]

### Leiden
1. Bouwe Kalma - 114[3]
2. Marion Stein - 59
3. Greetje Witte-Rang - 25[3]
4. Kees Koppers - 31
5. Wim van Breemen - 19
6. Jos van der Putten - 111
7. Annette Bertram - 66
8. Martin van Rossum - 7[2]
9. Hans de la Mar - 56
10. Jopie van der Werf - 7[6]
11. Marijke de Jong - 26[2]
12. Remi Peterse - 17
13. Renee Bosch - 13
14. Anne van der Zande - 66
15. Lenneke Overmaat - 11[3]
16. Kees van Laren - 15[2]
17. Pierre Puts - 20[7]
18. Frans Janssen - 25[7]

### Dordrecht
1. Gerda Bosdriesz - 205
2. Bouwe Kalma - 254[3]
3. Hans den Houting - 116
4. Henk Zandvliet - 3[5]
5. Marga Jongma-van Munster - 28
6. M.J.A.M. Huys - 82
7. Frederike Willemse-Meinster - 13
8. Lenneke Overmaat - 7[3]
9. Jan de Leeuw van Weenen - 34
10. Jaap van der Bie - 27
11. Luc Donk - 2[1]
12. Henk Broere - 29
13. Greetje Witte-Rang - 8[3]
14. Marjan Blümer - 8
15. Frans Janssen - 2[7]
16. Paulus de Wilt - 1[8]
17. Willem den Boesterd - 5
18. Marijke de Jong - 57[2]

### Amsterdam
1. Bouwe Kalma - 86[3]
2. Henk Zandvliet - 7[5]
3. Jopie van der Werf - 6[6]
4. Alexander de Roo - 12
5. Kees van Laren - 4[2]
6. Lenneke Overmaat - 26[3]
7. Peter Zwart - 31[10]
8. Martin van Rossum - 14[2]
9. Paulus de Wilt - 10[8]
10. Lia van Laarhoven-Keyzer - 11[9]
11. Rob Deckwitz - 7[9]
12. Greetje Witte-Rang - 10[3]
13. Huib Verhoeff - 8
14. Marijke de Jong - 32[2]
15. Rob Lange - 28
16. Wouter Kaal - 10
17. Frans Janssen - 0[7]
18. Bob van Schijndel - 179[10]

### Den Helder
1. Kitty Hartgers-de Groot - 101
2. Dirk Mooij - 135
3. Didi Groen - 200
4. Gerard Hoekmeijer - 80
5. Hanneke Tiggeler - 39
6. Chris Zandvoort - 53
7. Arie van Soolingen - 51
8. Tom van den Ham - 21
9. Rob Deckwitz - 27[9]
10. Ietje van Poll - 25
11. IJsbrand van der Veen - 16
12. Hetty Boon-Egstorf - 20
13. Peter Bakker - 29
14. Ed van Dalsem - 17
15. Piet Veth - 30
16. Peter Blaauboer - 62
17. Henk Gras - 18
18. Ger Helder - 64

### Haarlem
1. Lenneke Overmaat - 200[3]
2. Wim Kok - 82
3. Dick van Doorn - 57
4. Stef van de Wakker - 94
5. Koos Pelsser - 112
6. Peter Korzelius - 22
7. Ben van der Lee - 31
8. Erwin Olsen - 12
9. Janne Kok - 39
10. Peter Zwart - 11[10]
11. Jopie van der Werf - 2[6]
12. Frans Janssen - 4[7]
13. Pierre Puts - 3[7]
14. Martin van Rossum - 3[2]
15. Kees van Laren - 2[2]
16. Bob van Schijndel - 10[10]
17. Bouwe Kalma - 26[3]
18. Greetje Witte-Rang - 35[3]

### Middelburg
1. Bouwe Kalma - 11[3]
2. Piet de Ruijter - 43
3. Kees Heestermans - 37
4. Lenneke Overmaat - 5[3]
5. Guido Piscaer - 46
6. Jopie van der Werf - 0[6]
7. Derk Blom - 22
8. Toine Huysmans - 56
9. Huup Dassen - 1[5]
10. Pierre Puts - 0[7]
11. Luc Donk - 0[1]
12. Kees van Laren - 0[2]
13. Martin van Rossum - 0[2]
14. Rob Deckwitz - 2[9]
15. Lia van Laarhoven-Keyzer - 1[9]
16. Marijke de Jong - 0[2]
17. Paulus de Wilt - 2[8]
18. Greetje Witte-Rang - 8[3]

### Utrecht
1. Bouwe Kalma - 39[3]
2. Henk Zandvliet - 78[5]
3. Marijke de Jong - 240[2]
4. Jopie van der Werf - 11[6]
5. Marko Mazeland - 12
6. Marijke de la Mar - 53
7. Luc Donk - 3[1]
8. Greetje Witte-Rang - 6[3]
9. Bert van Veldhuizen - 11
10. Wim van der Wal - 22
11. Ria van Haften - 44[4]
12. Harrie Slegh - 14
13. Martin van Rossum - 1[2]
14. Lenneke Overmaat - 11[3]
15. Huup Dassen - 13[5]
16. Kees van Laren - 2[2]
17. Paulus de Wilt - 7[8]
18. Frans Janssen - 55[7]

### Leeuwarden
1. Jopie van der Werf - 278[6]
2. Bouwe Kalma - 26[3]
3. Tineke Mak - 90
4. Marijke de Jong - 14[2]
5. Sieb Louwsma - 37
6. Lia van Laarhoven-Keyzer - 5[9]
7. Rob Deckwitz - 1[9]
8. Wilbert Dekker - 12[10]
9. Martin van Rossum - 0[2]
10. Greetje Witte-Rang - 7[3]
11. Lenneke Overmaat - 2[3]
12. Kees van Laren - 1[2]
13. Ton van Laarhoven - 0[11]
14. Jan Muytjens - 1[4]
15. Pierre Puts - 1[7]
16. Paulus de Wilt - 4[8]
17. Luc Donk - 1[1]
18. Dono Niermans - 3

### Zwolle
1. Greetje Witte-Rang - 96[3]
2. Jan Muytjens - 8[4]
3. Lenneke Overmaat - 7[3]
4. Richard Goedhart - 34
5. Adri Wever - 35
6. Jopie van der Werf - 10[6]
7. Kees van Laren - 2[2]
8. Hanneke van der Heide-Allewijn - 63
9. Martin van Rossum - 3[2]
10. Bouwe Kalma - 18[3]
11. Ton van Laarhoven - 1[11]
12. Pierre Puts - 3[7]
13. Marijke de Jong - 7[2]
14. Paulus de Wilt - 3[8]
15. Sef Hoedemakers - 0
16. Frans Janssen - 0[7]
17. Ria van Haften - 8[4]
18. Huup Dassen - 8[5]

### Groningen
1. Hans Boer - 255
2. Bouwe Kalma - 52[3]
3. Fred Bommezijn - 46
4. Eiko de Vries - 21
5. Greetje Witte-Rang - 22[3]
6. Jopie van der Werf - 11[6]
7. Lenneke Overmaat - 4[3]
8. Tom Pitstra - 90
9. Martin van Rossum - 1[2]
10. Kees van Laren - 0[2]
11. Marijke de Jong - 9[2]
12. Luciën van Hoesel - 17
13. Wilbert Dekker - 32[10]
14. Luc Donk - 1[1]
15. Pierre Puts - 0[7]
16. Herbert Goedings - 25
17. Frans Janssen - 3[7]
18. Rob Deckwitz - 12[9]

### Assen
1. Wilfred Hoejenbos - 28
2. Dieneke Zwiers - 38
3. Peter Brouwer - 87
4. Oene Zwittink - 11
5. Lia van Laarhoven-Keyzer - 7[9]
6. Bouwe Kalma - 6[3]
7. Harry Titawano - 27
8. Tineke Spinder - 9
9. Frans Scholte - 20
10. Jopie van der Werf - 3[6]
11. Marinda Mailly-de Jong - 13
12. Harry Hendriks - 5
13. Ton van Laarhoven - 2[11]
14. Franca Couprie - 8
15. Lo van Veen - 2
16. Kees van Binsbergen - 5
17. Lenneke Overmaat - 2[3]
18. Greetje Witte-Rang - 13[3]

### Maastricht
1. Dennis Janssen - 350
2. Paul Meertens - 291
3. Jan Hendriks - 107
4. Nel Smolders - 320
5. Erik Caris - 73
6. John Essers - 171
7. Jan Bruist - 18
8. Jos Meeuws - 251
9. Marjo Vliegen - 181
10. Marjo Joosten - 88
11. Jo Schoormans - 116
12. Ton Haex - 52
13. Madeleine Franzen - 58
14. Wil Janssen - 34
15. Mary Brokking - 78
16. Vincent Grummer - 56
17. Arno Cools - 34
18. Raf Janssen - 151

CDA · PvdA · VVD · D'66 · PSP · CPN · SGP · PPR · RPF · GPV · Rechtse Volkspartij · Centrumpartij · EVP · NVU · Kleine Partij · God Met Ons · PPBMWM · SP · DS'70 · RKPN
1959 · 1963 · 1967 · 1971 · 1972 · 1977 · 1981 · 1982 · 1986 · 1989